# 范廉明
范廉明（Rob Fleming，1971年11月11日—），加拿大政治人物，2005年至2024年間以卑詩新民主黨黨員身份擔任卑詩省議會議員，先後代表維多利亞山邊選區和維多利亞天鵝湖選區，並曾在省長賀謹和尹大衛內閣中任職教育廳長和運輸及基礎建設廳長。在晉身省政前，他曾於1999年至2005年間任職維多利亞市議員。

## 背景
范廉明生於安大略省溫莎，三歲時隨家人遷居卑詩省大溫哥華地區的北岸城鎮。他曾於1988年聯邦大選協助新民主黨在卡比蘭奴—豪灣選區（Capilano—Howe Sound）競選。1993年-95年間他在溫哥華島沙尼治的卡莫森學院修讀大學預讀課程，期間出任該校學生會的通訊協調員，2008年獲該校頒發傑出校友獎。
他後於維多利亞大學主修歷史，任職該校學生會主席期間成功爭取為學生提供公共交通月票計劃。他於2002年從該校取得文學士學位，後從事通訊顧問工作。他就讀維多利亞大學時結識妻子莫拉（Maura Parte），兩人育有兩名子女。

## 市議員
范廉明仍為大學生時，於1999年市選中代表維多利亞市選民團隊（Victoria Civic Electors）競選該市市議會，憑第三高得票率贏取市議會八個議席其中之一；他於2002年市選中則以第二高得票率連任市議員。2004年他前赴薩爾瓦多，與另外12人共同擔任當年總統選舉的國際觀察員。
他任職市議員期間曾擔任市政府財務委員會主席，以「財政謹慎的民主社會主義者」見稱。他支持附屬住宅單元合法化、興建西夫安超市紀念體育館、以及修改市府附例杜絕攻擊性行乞活動。他曾於首府區域局中代表維多利亞市，出任首府區域局房屋公司副主席期間倡議設立可負擔房屋信託基金。他亦曾任維多利亞地區公共交通委員會成員，期間倡議擴充當地公共交通服務，當中包括興建輕軌運輸系統。

## 省議員
范廉明於2004年7月宣布尋求卑詩省議會維多利亞山邊選區的新民主黨候選人提名，2005年1月贏取該黨候選人資格，在同年5月省選中擊敗競逐連任的自由黨候選人柯芝蘭，首度出任省議員並辭去維多利亞市議員職務。他在第38屆省議會中出任在野新民主黨的專上教育和旅遊評議員、省議會公共帳目常務委員會主席、省議會教育常務委員會副主席、以及省議會任命監管專員特別委員會副主席。他在省議會引入議案以求監管支薪日貸款和向貸方發牌；法務廳長李士莊雖然支持議案中多條規令，但有感需待聯邦刑事法典作出相應修改後才應行事。范廉明引入的議案於2006年5月首讀，但未獲執政自由黨支持而被否決；李士莊則於翌年引入類似議案並告通過。
他於2009年2月在無競爭對手下自動獲取新民主黨候選人資格，在同年5月省選中代表該黨競逐從維多利亞山邊選區改組而成的維多利亞天鵝湖選區議席，並以61%得票率連任省議員。他在第39屆省議會中出任在野新民主黨的環境評議員。詹嘉路於2010年末辭任新民主黨黨魁後，范廉明曾支持范和富競逐該職。狄德安於2011年當選黨魁，並保留范廉明為環境評議員。
2013年省選，范廉明連任維多利亞天鵝湖選區省議員。新民主黨在該屆省選再度敗予自由黨；范廉明就此批評黨魁狄德安，指新民主黨的競選活動在狄德安領導下以正面姿態進行，但面臨對手藉此將新民主黨定位並進行攻擊時卻反應乏力。范廉明在該屆省議會出任新民主黨教育評議員。狄德安於同年9月宣佈辭任黨魁後，范廉明曾一度考慮競逐該職。然而賀謹和范和富相繼宣布參選後，范廉明則放棄念頭並改為支持賀謹。賀謹於2014年5月當選黨魁後，保留范廉明為教育評議員。他於2015年12月解僱一名選區助理；該助理涉嫌從2009年3月起從維多利亞天鵝湖選區辦公室騙取約12萬元款項，2016年7月被捕。
范廉明於2017年省選連任省議員，而新民主黨則在卑詩綠黨支持下籌組少數政府。范廉明獲新任省長賀謹委任入閣為省教育廳長，同年7月18日宣誓就任。2020年初冠狀病毒開始在卑詩省散播時，省內學校在他監管下關閉並改為遙距教學；他同年8月宣布省内學校可於9月10日新學年展開時重開。
2020年省選新民主黨贏取多數政府，連任議員的范廉明改任運輸及基礎建設廳長。尹大衛接替賀謹出任省長後，范廉明在2022年12月7日公布的內閣名單中留任上述廳長職務。他於2024年7月宣布不會在同年省選中競逐連任，同年10月省議員任期屆滿時卸任。

## 外部連結
- （英文）卑詩省議會網站 范廉明議員簡介 （页面存档备份，存于）